# 1057 Wanda
1057 Wanda è un asteroide della fascia principale del diametro medio di circa 40,47 km. Scoperto nel 1925, presenta un'orbita caratterizzata da un semiasse maggiore pari a 2,8895526 UA e da un'eccentricità di 0,2496402, inclinata di 3,52297° rispetto all'eclittica.
L'asteroide è dedicato alla scrittrice polacca Wanda Wasilewska.